# Tropano
| Tropano                        | Tropano                           |
| ------------------------------ | --------------------------------- |
| Nombre químico                 | 8-Metil-8-azabiciclo[3.2.1]octano |
| Fórmula química                | C8H15N                            |
| Masa molecular                 | 125.211 g/mol                     |
| Densidad                       | 0.9259 a 15 °C                    |
| Punto de fusión                | -7.9 °C                           |
| Punto de ebullición            | 163-169 °C                        |
| Número CAS                     | 529-17-9                          |
| Código ATC                     |                                   |
| Estructura química del tropano |                                   |

escopolamina.

El tropano es un compuesto orgánico nitrogenado biciclo con fórmula química C8H15N. Es conocido fundamentalmente por el grupo de alcaloides derivado de este (denominado alcaloides tropánicos), que incluye, entre otros, la atropina y la cocaína. Ambos compuestos contienen tropinona, de la que se deriva el tropano. Los alcaloides tropánicos aparecen en plantas de las familias Solanaceae (Datureae, Datura, Latua, Salpiglossidae Duboisia, Schizanthus), Erythroxylaceae (coca) 
y Convolvulaceae (Calystegia sepium. e Ipomoea violacea). El
8-Azabiciclo[3.2.1]octano (el derivado tropano sin el grupo 8-metilo) se conoce como nortropano nor-tropano.